# Formicarius (sorcellerie)
Le Formicarius, aussi traduit parfois par La Fourmilière, est un ouvrage écrit entre 1436 et 1438 par Johannes Nider lors du Concile de Bâle et imprimé pour la première fois en 1475 ; c'est le deuxième livre jamais publié sur la sorcellerie (le premier livre étant Fortalitium Fidei). Nider traite spécifiquement de la sorcellerie dans la cinquième section du livre. Contrairement à ses successeurs, il n'insiste pas sur l'idée du sabbat des sorcières et reste sceptique quant à l'affirmation selon laquelle les sorcières pourraient voler de nuit. Avec plus de 25 copies manuscrites des éditions du quinzième et du début du seizième siècle des années 1470 à 1692, le Formicarius est un ouvrage important pour l'étude des origines des procès de sorcières au début de l'Europe moderne, car il en éclaire la première moitié du XVe siècle.
Nider est l'un des premiers à transformer l'idée de sorcellerie en une perception plus moderne de la sorcellerie. Avant le XVe siècle, on pensait que la magie était pratiquée par des hommes instruits qui accomplissaient des rituels complexes. Dans le Formicarius de Nider, la sorcière est décrite comme non éduquée et plus communément féminine. L'idée que le magicien est principalement une femme choque également. Nider explique que les femmes sont capables de tels actes en indiquant ce qu'il considère comme leurs capacités physiques, mentales et morales inférieures.
L'ouvrage est  remarquable pour ses informations concernant notamment des personnages infâmes de l'époque, dont le sorcier Scavius, qui aurait échappé à ses ennemis à plusieurs reprises en se métamorphosant en souris.
Le titre latin se traduit en français par « la colonie de fourmis », une allusion aux Proverbes 6:6. Nider utilise la colonie de fourmis comme métaphore d'une société harmonieuse.

## Contexte
Le Formicarius est écrit entre 1436 et 1438, tandis que Nider fait partie de la faculté de théologie de l'Université de Vienne. Les histoires et les exemples qu'il présente tout au long du livre sont tirés de ses propres expériences et de ses interactions avec les autorités cléricales et laïques. La plupart de ces récits sont représentatifs de l'atmosphère religieuse de la fin du Moyen Âge dans la Suisse, le sud de l'Allemagne, l'Autriche et la Rhénanie du Sud. C'est également dans cette région que le livre a été le plus lu.
C'est au Conseil de Bâle que Nider est exposé aux nombreuses histoires de seconde main qu'il raconte dans le livre. De nombreux récits relatifs à la sorcellerie se déroulent dans la vallée de la Simme et ont été racontés à Nider par Peter de Berne, qui a mené de nombreux procès contre des sorcières dans la région.

## Contenu
Le Formicarius utilise le format d'un dialogue enseignant-élève. Le professeur est un théologien qui est clairement censé être Nider lui-même. L'élève est présenté comme un individu curieux mais paresseux qui est principalement là pour inviter le théologien à raconter des histoires contemporaines liées aux nombreux thèmes du livre. Chaque sujet suit le même schéma établi par le théologien en récitant la littérature biblique, patristique ou scolastique.
Dans chaque cas, l'étudiant s'ennuie rapidement et demande des exemples contemporains. Une fois que le théologien a présenté ces éléments, l'élève pose des questions de clarification que Nider utilise pour dissiper ce qu'il considère comme des idées reçues et non fondées. Les exemples contemporains cités par le théologien s’appuient sur la propre expérience de Nider et en particulier sur son passage au Conseil de Bâle.
Le plan du traité est organisé d'après les thématiques liées aux différentes formes et conditions de la vie des fourmis. Le premier livre se concentre sur les actes des hommes et des femmes de qualité et s’articule autour des occupations des fourmis. Le deuxième livre, consacré aux révélations, est basé sur les divers moyens de locomotion des fourmis. Le troisième livre examine les fausses visions et évoque les différentes tailles et types de fourmis.
Le quatrième livre traite des vertus des saints et des autres peuples saints, en utilisant les étapes du cycle de vie d'une fourmi. Le cinquième livre, sur les sorcières, est structuré autour des couleurs des fourmis. De plus, chacun des douze chapitres de chaque livre est basé sur l'une des soixante conditions de la vie des fourmis. Ce système complexe consistant à utiliser les fourmis comme métaphores pour divers aspects de la croyance et de la pratique chrétiennes n’est vraiment abordé que dans les premières lignes de chaque chapitre, après quoi Nider se concentre sur le thème qu’il entend aborder sans pratiquement aucune autre référence aux fourmis.

## Objectif
Le Formicarius constituerait une sorte de manuel du prédicateur, avec des récits conçus sur mesure pour être utilisés dans des sermons. Il est principalement destiné à être utilisé comme moyen d'encourager les réformes à tous les niveaux de la société chrétienne. Nider utilise son dispositif de narration enseignant-élève pour convaincre la classe ecclésiastique de la validité de ses arguments, en fournissant aux prêtres des histoires qu'ils peuvent  diffuser parmi les laïcs et en les aidant à résoudre les problèmes courants et les idées reçues qu'ils rencontreraient. Nider, un réformateur dominicain lui-même, souhaite que le livre atteigne un public aussi large que possible grâce à son utilisation dans des sermons populaires.
Bien que la section sur les sorcières soit publiée ultérieurement dans le cadre du Malleus Maleficarum, Nider n’a pas écrit le livre comme guide sur la chasse aux sorcières. Selon Bailey, Nider était beaucoup plus concerné par la réforme en général, à laquelle s'opposaient selon lui des démons qui travaillaient dans l'opposition grâce à des sorcières asservies. Nider présente la réforme et le respect des rites dominicains comme le moyen le plus sûr de contrer la sorcellerie.